# Montecopiolo
Montecopiolo är en kommun i provinsen Pesaro e Urbino i regionen Marche i Italien. Kommunen hade 1 091 invånare (2018).